# Transcendència (pel·lícula)
Transcendència (títol original en anglès, Transcendence) és una pel·lícula estatunidenca de ciència-ficció del 2014 del director Wally Pfister. És protagonitzada per Johnny Depp, Morgan Freeman, Rebecca Hall, Kate Mara, Cillian Murphy i Paul Bettany.

## Argument
El doctor Will Caster és un investigador d'intel·ligència artificial que treballa per crear una màquina que tingui consciència col·lectiva i autosuficient. Un grup extremista que s'oposa a l'avenç tecnològic el marca com un objectiu a abatre, però llurs accions no fan sinó impulsar-lo a aconseguir el seu objectiu. En Caster també vol formar part d'aquesta nova tecnologia i la seva dona Evelyn i el seu millor amic, Max Waters, també investigadors, qüestionen aquest aspecte. L'objectiu d'en Caster és adquirir coneixement sobre tot allò que es troba al planeta terra, com el fet d'aconseguir curar malalties i fer del món un lloc millor mitjançant la tecnologia.

## Repartiment
- Johnny Depp
- Morgan Freeman
- Rebecca Hall
- Kate Mara
- Cillian Murphy
- Cole Hauser
- Paul Bettany
- Clifton Collins, Jr.
- Cory Hardrict

## Producció
Transcendència és el debut en direcció del director de fotografia Wally Pfister. Jack Paglen escrigué el guió inicial perquè Pfister dirigís, i la productora Annie Marter l'escollí per produir-lo a llarg termini amb la seva companyia Straight Up Films. El març del 2012, Alcon Entertainment adquirí els drets del projecte. Alcon finançà la pel·lícula; productors de Straight Up i Alcon s'uniren per produir-la. El juny d'aquell mateix any el director Christopher Nolan, per al qual Pfister havia treballat com a director de fotografia, i la seva companya de producció Emma Thomas s'uniren al projecte com a productors executius. L'octubre del 2012, l'actor Johnny Depp entrà en negociacions per protagonitzar la pel·lícula. The Hollywood Reporter informà que Depp tindria un sou de 20 milions de dòlars i un 15% dels beneficis de la pel·lícula. Pfister es reuní amb Noomi Rapace per al paper femení principal i també mantingué converses amb James McAvoy i Tobey Maguire per a l'altre paper masculí. A més a més, un paper secundari fou ofert a Christoph Waltz. El març del 2013, Rebecca Hall fou contractada per al paper femení principal. L'abril, Paul Bettany, Kate Mara i Morgan Freeman s'uniren al repartiment principal.